# Walter Carlé
Walter Eduard Hermann Carlé (* 23. Juni 1912 in Stuttgart; † 12. September 1996 in Stuttgart-Riedenberg) war ein deutscher Geologe.

## Leben und Werk
Carlé studierte zunächst Botanik und Geologie in Stuttgart, ab 1932 in Kiel und gleich danach ab 1932 in Berlin bei Hans Stille, bei dem er über die saxonische Tektonik des Harzes promoviert wurde. 1936/37 war er Assistent am Geologischen Staatsinstitut Hamburg bei Roland Brinkmann. 1938 bis 1940 arbeitete er für ein deutsch-spanisches Bergwerksunternehmen in Galizien und 1940/41 war er wissenschaftlicher Mitarbeiter der Reichsstelle für Bodenforschung. Ab 1946 war er in der geologischen Abteilung des Württembergischen Statistischen Landesamtes. Er war von 1970 bis zu seiner Pensionierung im Jahre 1975 Leiter der Zweigstelle Stuttgart des Geologischen Landesamts Baden-Württemberg, an der er seit 1954 (zwei Jahre nach ihrer Gründung) Landesgeologe war (ab 1959 Oberlandesgeologe), ab 1970 im Rang eines Regierungsdirektors und ab 1974 in dem eines Oberregierungsdirektors. Außerdem war er ab 1949 Lehrbeauftragter an der Technischen Universität Stuttgart, ab 1953 Dozent und nach der Habilitation 1955 (Bau und Entwicklung der Süddeutschen Großscholle) ab 1960 Professor.
Er befasste sich insbesondere mit der Hydrogeologie der Mineralwasser (Balneologie). Er war an der Erstellung der Hydrogeologischen Karte der Bundesrepublik Deutschland (Maßstab 1: 500.000) beteiligt (fünf Blätter stammten von ihm). Außerdem befasste er sich mit der Geschichte der Geologie.
Er war Ehrenmitglied des Oberrheinischen Geologischen Vereins und 1974 bis 1977 Vorsitzender der Gesellschaft für Naturkunde in Württemberg, deren Ehrenmitglied er 1981 wurde. 1983 erhielt er die Hans-Stille-Medaille.

## Schriften
- mit Franz Lotze, Paul Schmidt-Thomé Zur Geologie der iberischen Meseta, Teil 1, in Hans Stille, Franz Lotze (Herausgeber): Geotektonische Forschungen, Heft 6, Gebrüder Borntraeger 1945
- Geotektonische Übersichtskarte der Südwestdeutschen Großscholle 1: 1 Million, 1950
- Die Mineral- und Thermalwässer von Mitteleuropa. Geologie, Chemismus und Genese, Bücher der Zeitschrift Naturwissenschaftliche Rundschau, Wissenschaftliche Verlagsgesellschaft, Stuttgart 1975 (Text- und Kartenband)
- Dampfquellen, Thermalwässer und Säuerlinge in Island, Die Thermalphänomene im Bruchfeld der vulkanischen Taupo-Zone auf der Nordinsel von Neuseeland, Geologisches Jahrbuch C, Band 26, 1980
- Werner – Beyrich – von Koenen – Stille: ein geistiger Stammbaum wegweisender Geologen,  Geologisches Jahrbuch A, Band 108, 1988 (499 Seiten)
- Geologie und Hydrogeologie der Mineral- und Thermalwässer von Bad Überkingen, Landkreis Göppingen, Baden Württemberg, Geolog. Jahrbuch C, Band 31, 1982
- Art und Entstehung der Mineral-Säuerlinge von Graubünden, Geolog. Jahrbuch C, Band 13, 1976
- Beiträge zur Geschichte der württembergischen Salinen, Veröffentlichungen der Kommission für geschichtliche Landeskunde in Baden-Württemberg, Reihe B, Forschungen, Band 43, Stuttgart, Kohlhammer 1968

Von ihm stammen außerdem Geologische Karten 1:25.000 von Crailsheim, Bad Mergentheim und Lauda-Königshofen.